# Magurki (polana)
Magurki – polana na szczycie Magurek w Gorcach. Zajmuje płaski, południowo-wschodni grzbiet Magurek, na wysokości około 1080–1090 m.

## Opis polany
Dawniej była to hala pasterska mieszkańców Ochotnicy Górnej. W sezonie letnim na polanie tej, podobnie, jak i na innych gorczańskich polanach i halach prowadzono wypas bydła i owiec. Ze względu na duże odległości i uciążliwe dojście do wysoko w górach położonych pastwisk nie opłacało się codziennie przepędzać bydła. Na czas wypasu rodziny z Ochotnicy wraz z bydłem i niezbędnym dobytkiem przenosiły się ze stałych domów położonych w dolinie rzeki Ochotnica do szałasów na tych pastwiskach. Domy stałe pozostawiano pod opieką sąsiadów, któregoś z domowników, bądź “na Bożą łaskę”. Do szałasów na polanach uciekano także czasami w okresie zagrożenia. W 1930 r. na hali Magurka i okolicznych pastwiskach pasło się 300 owiec i 70 sztuk bydła.
Po II wojnie światowej ze względu na nieopłacalność ekonomiczną zaprzestano wypasu na większości gorczańskich polan i hal. Pozostawione swojemu losowi drewniane szałasy na polanie Magurki uległy naturalnemu zniszczeniu.
Polana Magurki znajduje się we wsi Ochotnica Górna w województwie małopolskim, w powiecie nowotarskim, w gminie Ochotnica Dolna.

## Turystyka
Polana Magurki była turystom nieznana, nie prowadził bowiem przez nią żaden szlak turystyczny. W 2015 r. pod szczytem Magurek wybudowano wieżę widokową, a na polanie Magurki postawiono nowy drewniany szałas w typowym dla Gorców stylu budownictwa. Poprowadzono też z doliny Potoku Forędówki nową ścieżkę edukacyjną i połączono ją ze ścieżką „Dolina potoku Jaszcze”. Na polanie ustawiono ławy dla turystów i tablice informacyjne. Dzięki tym działaniom polana Magurki została turystycznie udostępniona.
Ścieżka edukacyjna tworzy zamkniętą pętlę (start i koniec w tym samym miejscu):
 ścieżka edukacyjna „Dolina Potoku Jaszcze”: Jaszcze Duże (parking) – Jaszcze Małe – Łonna – Pańska Przehybka – Tomaśkula – Magurki – Kurnytowa Polana – Jaszcze Duże.

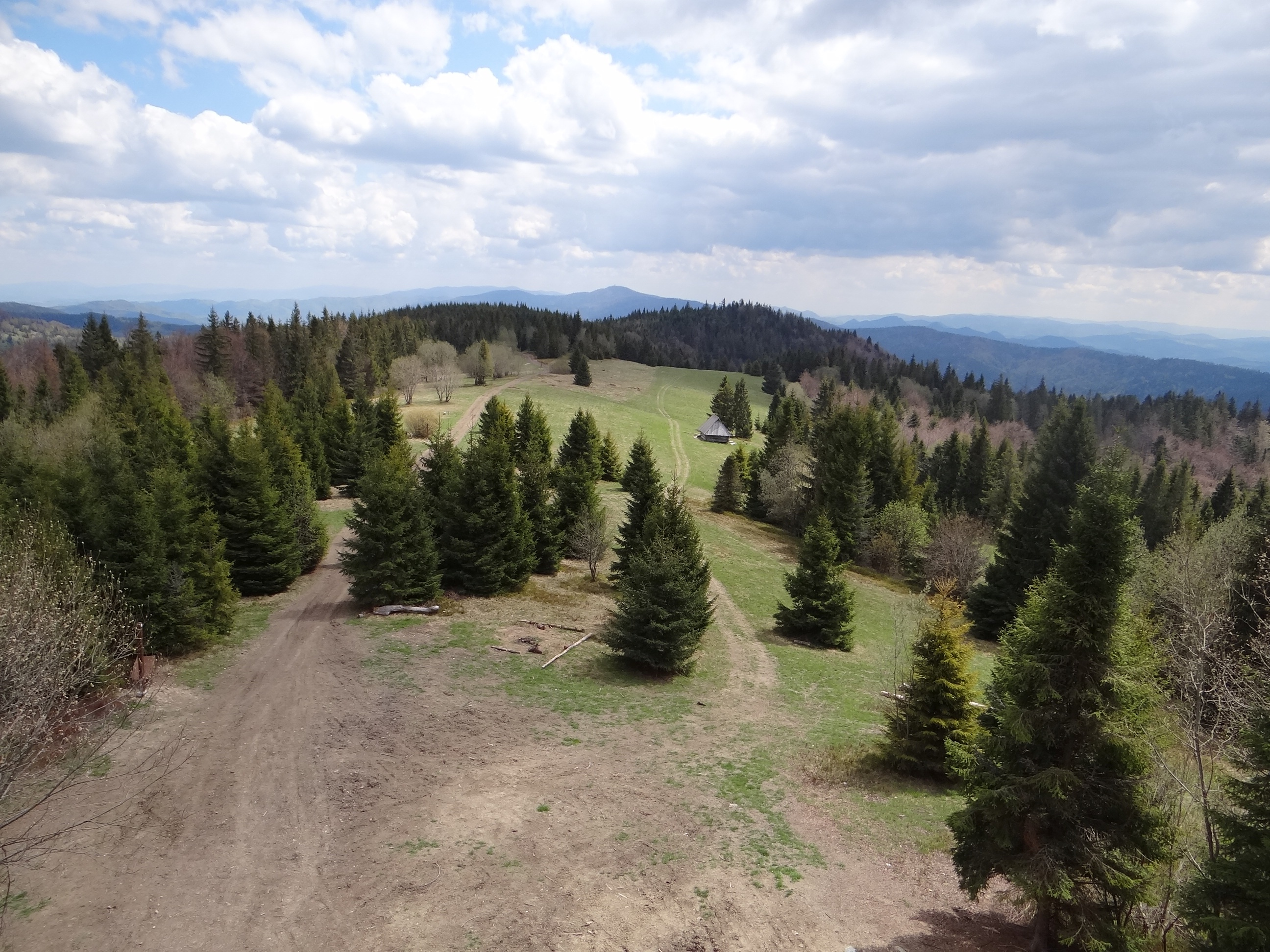
Widok z wieży widokowej na polanę Magurki
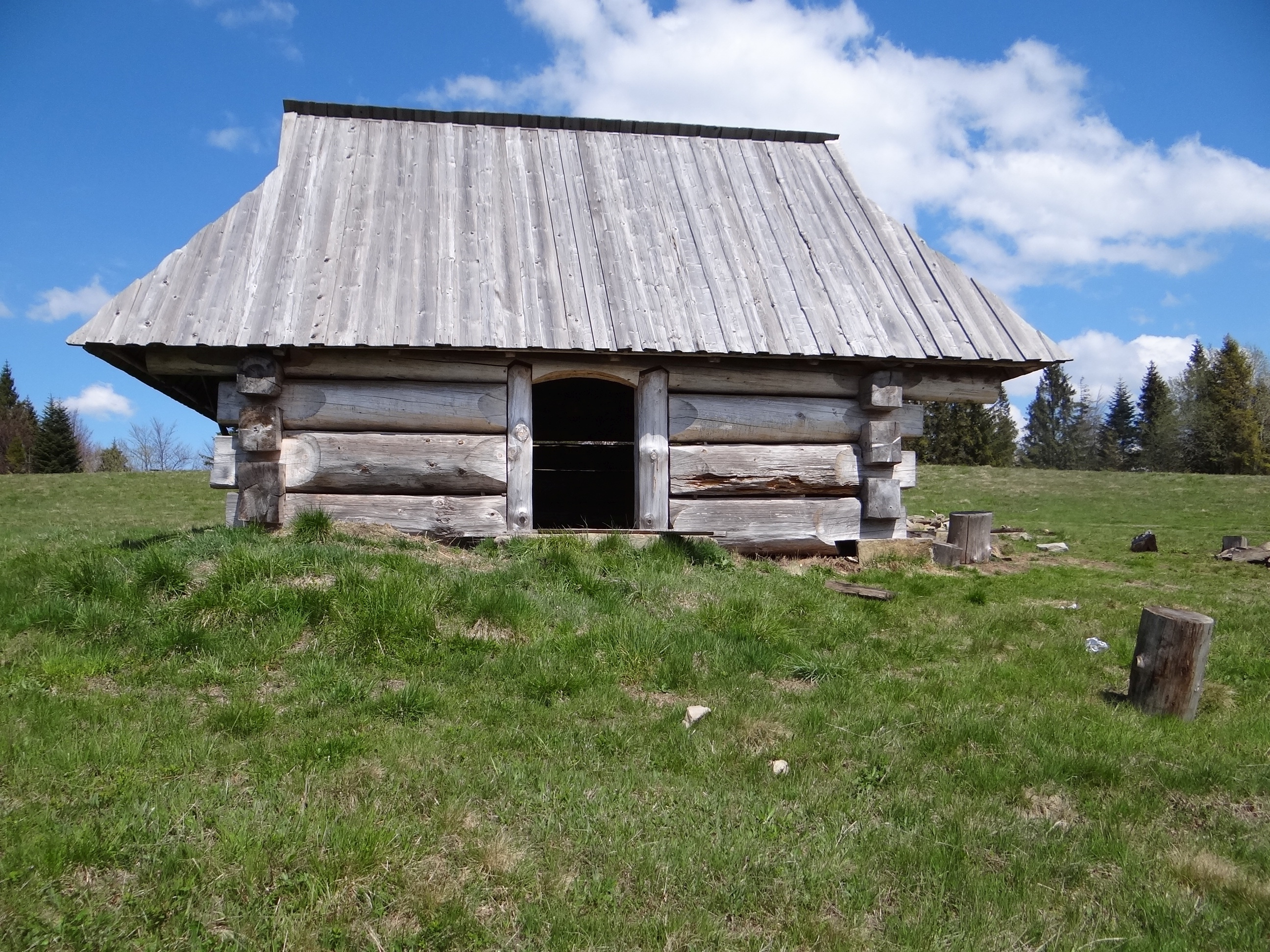
Nowy szałas
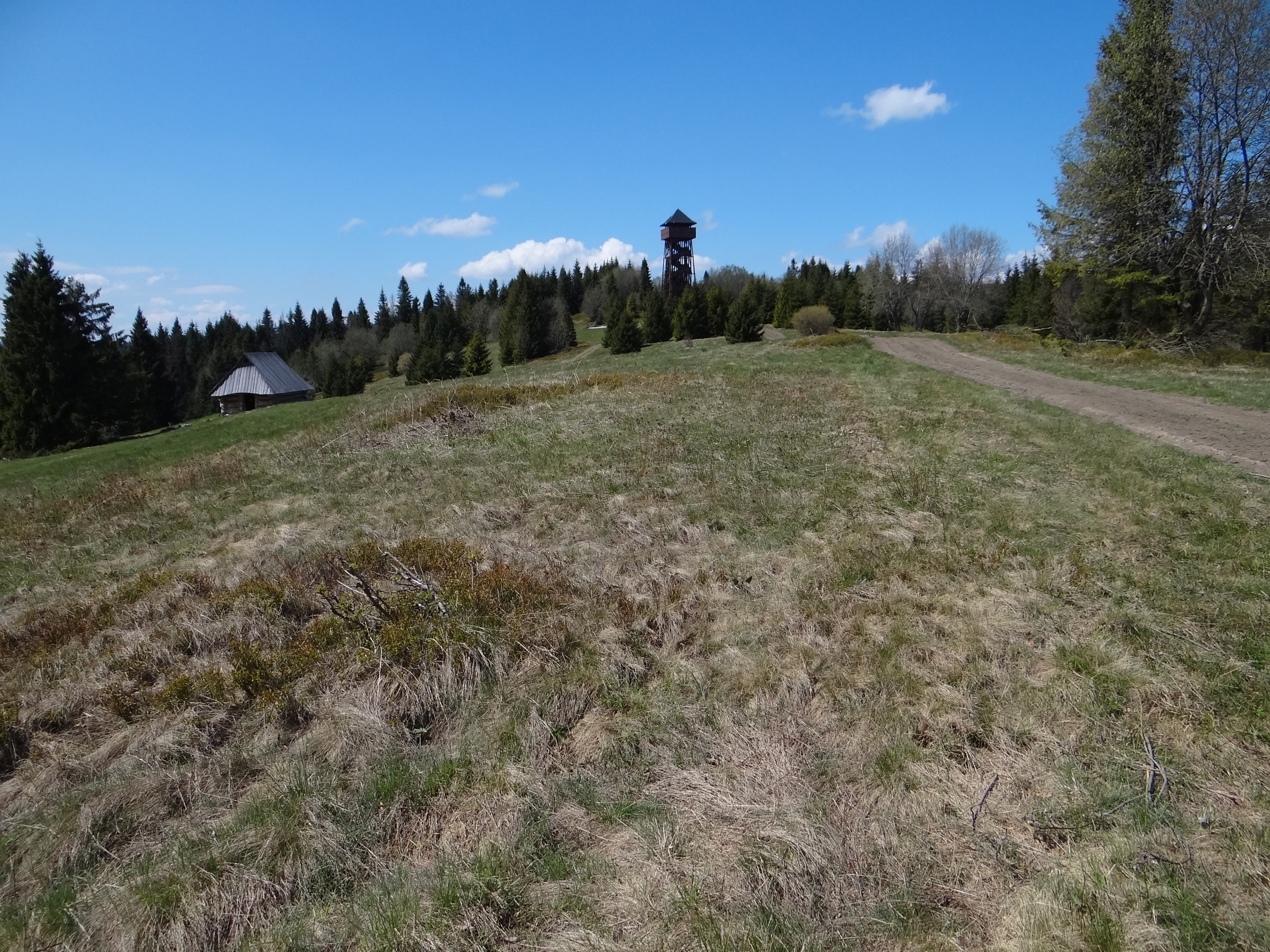
Polana Magurki i wieża widokowa
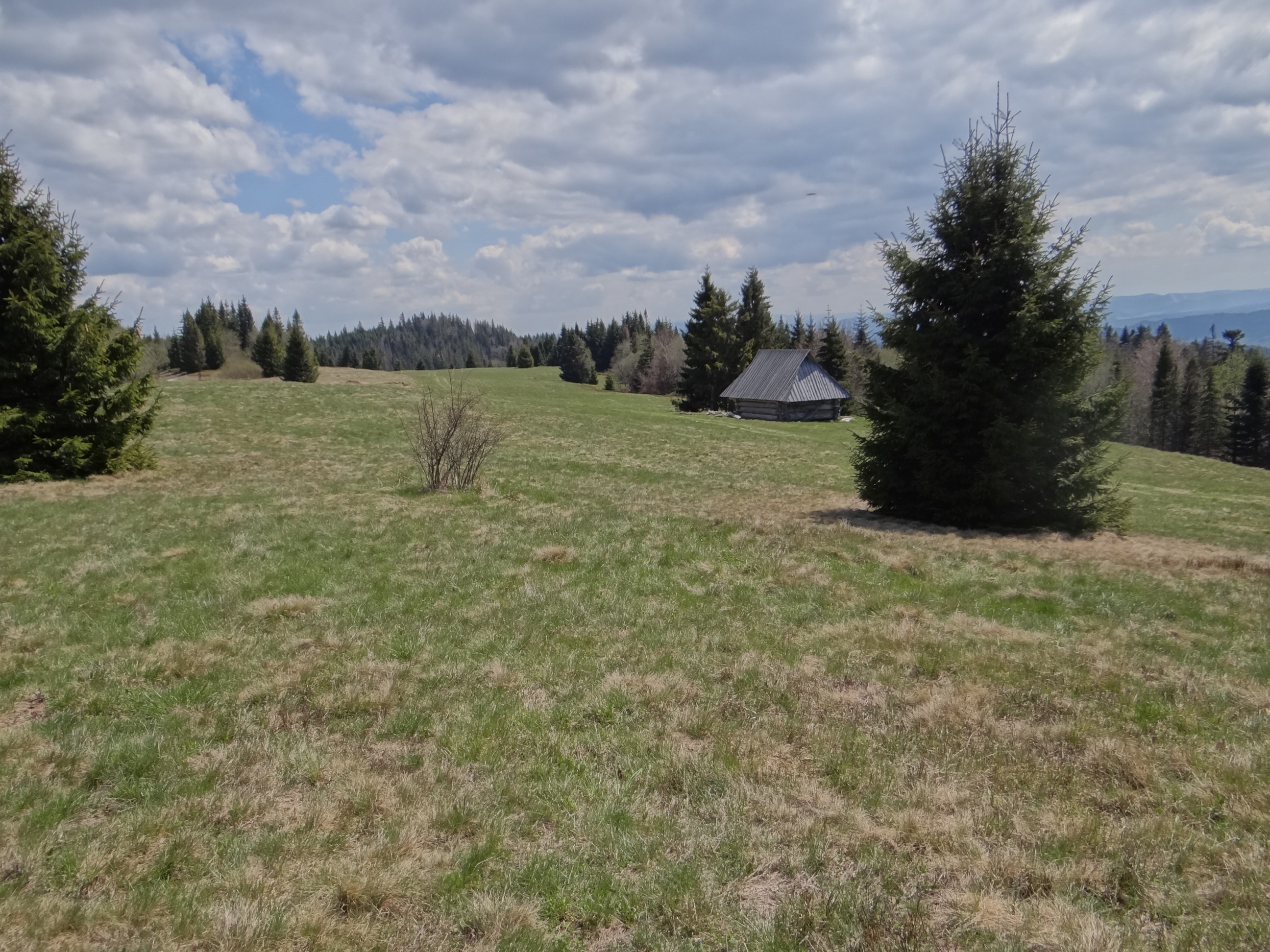
Polana Magurki